# Communications of the ACM
Communications of the ACM (CACM) — ведущий ежемесячный журнал Ассоциации вычислительной техники (ACM), издаётся с 1957 года. Рассылается всем членам ассоциации, число которых более 80 тыс. Сочетает стили научно-популярного, профессионального и научного журналов: материалы ориентированы на максимально широкий круг читателей и охватывают все направления информатики, а наибольший фокус сосредоточен на практических результатах развития информационных технологий. Зачастую материалы являются обобщением ранее опубликованных исследований, в каждом номере публикуется одна или несколько статей из ранее выходивших в ACM Queue. Также публикуются письма читателей и наиболее примечательные заметки ведущих исследователей с сайта блогов ACM.
В журнале опубликовано множество примечательных результатов, оказавших влияние на ход истории информатики и вычислительной техники. Среди таковых — статья Хоара про алгоритм быстрой сортировки; статья Дэвиса, Лоджманна и Лавленда о DPLL-алгоритме, составившим основу для большинства решений задачи выполнимости булевых формул; письмо Дейкстры «О вреде оператора GOTO» (было перепечатано в 2008 году к 60-летию CACM); статья Ривеста, Шамира и Адлемана с исторически первой криптосистеме с открытым ключом RSA. В журнале вышли ключевой документ международного комитета по Алголу «Исправленный отчёт об алгоритмическом языке Алгол 60», первая статья Нюгора и Даля о Симуле-67, статья Дейкстры об операционной системе THE, в приложении к которой была предложена синхронизация на основе семафоров.
Также журнал нередко становился площадкой для профессиональных дискуссий. В частности, вопрос о том, как называть новую в то время науку был поднят редакторами DATA-LINK в письме редактору Communications of the ACM, опубликованному в одном из первых номеров журнала в 1958 году, авторы предлагали найти «короткое, чёткое, характерное» название; в ответ поступил широкий спектр предложений, например, «комптология», «гипология», «даталогия» (Наур; в скандинавских языках за информатикой закрепилось это наименование). Ещё один терминологический диспут начался с заметки о смене названия Ассоциации из-за термина англ. machinery, неуместного «в масштабах микрометров».